# Geger
El geger es un instrumento de percusión idiófono usado en la música tradicional de Jammu y Cachemira. Consiste en un recipiente de latón o metal similar al instrumento nout  de barro.
El geger generalmente se coloca en el regazo del ejecutante, o en el piso, con la boca hacia arriba. El ejecutante utiliza los dedos, los pulgares, las palmas o un anillo en los dedos o pulgares, para golpear su superficie externa, para producir diferentes sonidos. Se pueden producir diferentes tonos golpeando áreas del vaso como el cuerpo, el cuello y la boca, con diferentes partes de las manos.